# Armadillidium maniatum
Armadillidium maniatum là một loài chân đều trong họ Armadillidiidae. Loài này được Schmalfuss miêu tả khoa học năm 2006.